# Мемет Богуєвчі
Мемет (Мехмет) Богуєвчі (алб. Mehmet Bogujevci; 3 травня 1951) — колишній югославський боксер албанського походження. Призер чемпіонатів світу та Європи, переможець міжнародних змагань, національних першостей, олімпієць.

## Життєпис
Народився в селі Брезя, нині Приштинський округ частково визнаної держави Косово.
Займатися боксом розпочав у 1966 році в клубі «Спартак» (Суботиця). Його першим тренером був Стефан Енгельбрехт. З 1970 року протягом 13 років виступав за клуб «KB Prishtina» (Приштина).
Першим серйозним досягненням стала перемога на юнацькій першості Югославії 1968 року у ваговій категорії до 48 кг. За рік, уже в категорії до 51 кг, він повторив своє досягнення. Того ж року вперше виступив на дорослій першості СФРЮ, де посів третє місце. Протягом 1970—1976 років він чотири рази ставав віцечемпіоном Югославії, а у 1977 році вперше став чемпіоном країни.
На чемпіонаті Європи 1977 року здобув бронзову медаль у першій напівсередній вазі, поступившись у півфіналі Ульріху Бейєру (НДР).
На чемпіонаті світу 1978 року вийшов у фінал змагань, де поступився Валерію Львову (СРСР).
У 1979 році на Середземноморських іграх у Спліті (Хорватія) став чемпіоном змагань у напівсередній вазі.
На літніх Олімпійських іграх 1980 року в Москві (СРСР) переміг Мохамеда Аль-Мукдада (Ліван) та Майкла Піллея (Сейшели). У чвертьфіналі поступився Джону Мугабі (Уганда).
Боксерську кар'єру завершив у 1983 році.
Від 1999 року обіймає посаду секретаря Федерації боксу Косова.